# Cantone di Lure-2
Il Cantone di Lure-2 è una divisione amministrativa dell'arrondissement di Lure.
È stato costituito a seguito della riforma approvata con decreto del 17 febbraio 2014, che ha avuto attuazione dopo le elezioni dipartimentali del 2015.

## Composizione
Comprende parte della città di Lure e i 21 comuni di:
- Amblans-et-Velotte
- Andornay
- Arpenans
- Les Aynans
- La Côte
- Faymont
- Frotey-lès-Lure
- Genevreuille
- Lomont
- Lyoffans
- Magny-Danigon
- Magny-Jobert
- Magny-Vernois
- Moffans-et-Vacheresse
- Mollans
- Palante
- Pomoy
- Roye
- Le Val-de-Gouhenans
- Vouhenans
- Vy-lès-Lure